# No More Tours II
No More Tours II fue la gira de conciertos final y de despedida del cantante británico Ozzy Osbourne. El 29 de enero de 2019 se anunció que algunas fechas de la gira europea debían ser canceladas por una enfermedad respiratoria de Osbourne.
Finalmente, el 1 de febrero de 2023, tras múltiples atrasos debido a los tratamientos a los que el artista tuvo que someterse, se anunció en sus redes sociales que el tour se cancelaba debido a la lenta recuperación de Ozzy y su incapacidad física para llevarlo a cabo, y que este se retiraba de los tours de manera definitiva.
El nombre original de la gira era Farewell World Tour pero luego Ozzy decidió cambiarlo  por No More Tours II, nombre que es idéntico al de su primera gira de despedida a principios de la década de 1990 para presentar el álbum No More Tears en 1991.

## Lista de canciones
1. "Bark at the Moon"
2. "Mr. Crowley"
3. "I Don't Know"
4. "Fairies Wear Boots" (Black Sabbath's song)
5. "Suicide Solution"
6. "No More Tears"
7. "Road To Nowhere"
8. "War Pigs" (Black Sabbath's song)
9. "Miracle Man"
10. "Crazy Babies"
11. "Desire"
12. "Perry Mason"
13. "Flying High Again"
14. "Shot in the Dark"
15. "I Don't Want to Change the World"
16. "Crazy Train"
17. "Mama, I'm Coming Home"
18. "Paranoid" (Black Sabbath's song)[4]

## Fechas
| Fecha                    | Ciudad                    | País            | Escenario                        | Actos de apertura | Entradas vendidas/disponibles |
| Norteamérica             | Norteamérica              | Norteamérica    | Norteamérica                     | Norteamérica      | Norteamérica                  |
| ------------------------ | ------------------------- | --------------- | -------------------------------- | ----------------- | ----------------------------- |
| 27 de abril de 2018      | Jacksonville, Florida     | Estados Unidos  | Welcome to Rockville             | —                 | —                             |
| 29 de abril de 2018      | Sunrise, Florida          | Estados Unidos  | Fort Rock                        | —                 | —                             |
| 5 de mayo de 2018        | Ciudad de México          | México          | Hell & Heaven Metal Fest         | —                 | —                             |
| Suramérica               |                           |                 |                                  |                   |                               |
| 8 de mayo de 2018        | Santiago                  | Chile           | Movistar Arena                   | —                 | —                             |
| 11 de mayo de 2018       | Buenos Aires              | Argentina       | Estadio Obras                    | —                 |                               |
| 13 de mayo de 2018       | São Paulo                 | Brasil          | Allianz Parque                   | —                 | —                             |
| 16 de mayo de 2018       | Curitiba                  | Brasil          | Pedreira Paulo Leminski          | —                 | —                             |
| 18 de mayo de 2018       | Belo Horizonte            | Brasil          | Mineirão                         | —                 | —                             |
| 20 de mayo de 2018       | Río de Janeiro            | Brasil          | Jeunesse Arena                   | —                 | —                             |
| Europa                   |                           |                 |                                  |                   |                               |
| 1 de junio de 2018       | Moscú                     | Rusia           | Olympic Stadium                  | —                 | —                             |
| 3 de junio de 2018       | San Petersburgo           | Rusia           | Ice Palace                       | —                 | —                             |
| 6 de junio de 2018       | Hyvinkää                  | Finlandia       | Rockfest                         | —                 | —                             |
| 8 de junio de 2018       | Norje                     | Suecia          | Sweden Rock Festival             | —                 | —                             |
| 10 de junio de 2018      | Donington                 | Inglaterra      | Download Festival                | —                 | —                             |
| 13 de junio de 2018      | Praga                     | República Checa | Prague Rocks                     | —                 | —                             |
| 15 de junio de 2018      | Brétigny-sur-Orge         | Francia         | Download Festival                | —                 | —                             |
| 17 de junio de 2018      | Florencia                 | Italia          | Firenze Rocks                    | —                 | —                             |
| 20 de junio de 2018      | Halden                    | Noruega         | Tons of Rock Festival            | —                 | —                             |
| 22 de junio de 2018      | Copenhague                | Dinamarca       | Copenhell                        | —                 | —                             |
| 24 de junio de 2018      | Dessel                    | Bélgica         | Graspop Metal Meeting            | —                 | —                             |
| 26 de junio de 2018      | Cracovia                  | Polonia         | Impakt Festival                  | —                 | —                             |
| 28 de junio de 2018      | Oberhausen                | Alemania        | König Pilsener Arena             | —                 | —                             |
| 30 de junio de 2018      | Madrid                    | España          | Download Festival                | —                 | —                             |
| 2 de julio de 2018       | Lisboa                    | Portugal        | Altice Arena                     | —                 | —                             |
| 5 de julio de 2018       | Barcelona                 | España          | Barcelona Rock Fest              | —                 | —                             |
| Asia                     |                           |                 |                                  |                   |                               |
| 8 de julio de 2018       | Rishon LeZion             | Israel          | Live Park                        | Orphaned Land     | —                             |
| Norteamérica             |                           |                 |                                  |                   |                               |
| 30 de agosto de 2018     | Allentown, Pensilvania    | Estados Unidos  | PPL Center                       | Stone Sour        | —                             |
| 1 de septiembre de 2018  | Syracuse, Nueva York      | Estados Unidos  | Lakeview Amphitheater            | Stone Sour        | —                             |
| 4 de septiembre de 2018  | Toronto                   | Canadá          | Budweiser Stage                  | Stone Sour        | —                             |
| 6 de septiembre de 2018  | Mansfield, Massachusetts  | Estados Unidos  | Xfinity Center                   | Stone Sour        | —                             |
| 8 de septiembre de 2018  | Wantagh, Nueva York       | Estados Unidos  | Jones Beach Theater              | Stone Sour        | —                             |
| 10 de septiembre de 2018 | Holmdel, Nueva Jersey     | Estados Unidos  | PNC Bank Arts Center             | Stone Sour        | —                             |
| 12 de septiembre de 2018 | Camden, Nueva Jersey      | Estados Unidos  | BB&T Pavilion                    | Stone Sour        | —                             |
| 14 de septiembre de 2018 | Bristow, Virginia         | Estados Unidos  | Jiffy Lube Live                  | Stone Sour        | —                             |
| 16 de septiembre de 2018 | Cuyahoga Falls, Ohio      | Estados Unidos  | Blossom Music Center             | Stone Sour        | —                             |
| 19 de septiembre de 2018 | Clarkston, Míchigan       | Estados Unidos  | DTE Energy Music Theatre         | Stone Sour        | —                             |
| 21 de septiembre de 2018 | Tinley Park, Illinois     | Estados Unidos  | Hollywood Casino Amphitheatre    | Stone Sour        | —                             |
| 23 de septiembre de 2018 | Noblesville, Indiana      | Estados Unidos  | Ruoff Home Mortgage Music Center | Stone Sour        | —                             |
| 26 de septiembre de 2018 | Dallas                    | Estados Unidos  | Dos Equis Pavilion               | Stone Sour        | —                             |
| 28 de septiembre de 2018 | The Woodlands, Texas      | Estados Unidos  | Cynthia Woods Mitchell Pavilion  | Stone Sour        | —                             |
| 30 de septiembre de 2018 | Albuquerque, Nuevo México | Estados Unidos  | Isleta Amphitheater              | Stone Sour        | —                             |
| 2 de octubre de 2018     | Denver                    | Estados Unidos  | Pepsi Center                     | Stone Sour        | —                             |
| 4 de octubre de 2018     | West Valley City, Utah    | Estados Unidos  | USANA Amphitheatre               | Stone Sour        | —                             |
| 31 de diciembre de 2018  | Inglewood                 | Estados Unidos  | Ozzfest                          |                   | —                             |

### Fechas Canceladas del Tour
Estas fecha debieron haber sido llevadas a cabo luego de los atrasos generados por la enfermedad y recuperación de Osbourne y la pandemia por el COVID-19, pero, fueron canceladas en su totalidad cuando Ozzy anunció su retiro definitivo de las giras el 1 de febrero de 2023.
| Fecha               | Ciudad                        | País            | Recinto                              |              |         |
| Oceanía             | Oceanía                       | Oceanía         | Oceanía                              | Oceanía      | Oceanía |
| ------------------- | ----------------------------- | --------------- | ------------------------------------ | ------------ | ------- |
| 9 de marzo de 2019  | Sídney                        | Australia       | Download Festival                    | —            | —       |
| 11 de marzo de 2019 | Melbourne                     | Australia       | Download Festival                    | —            | —       |
| 13 de marzo de 2019 | Christchurch                  | Nueva Zelanda   | Horncastle Arena                     | Judas Priest | —       |
| 16 de marzo de 2019 | Auckland                      | Nueva Zelanda   | Spark Arena                          | Judas Priest | —       |
| Asia                |                               |                 |                                      |              |         |
| 21 de marzo de 2019 | Chiba                         | Japón           | Download Festival                    |              |         |
| Norteamérica        |                               |                 |                                      |              |         |
| 29 de mayo de 2019  | Atlanta                       | Estados Unidos  | State Farm Arena                     | Megadeth     | —       |
| 31 de mayo de 2019  | Sunrise, Florida              | Estados Unidos  | BB&T Center                          | Megadeth     | —       |
| 2 de junio de 2019  | Tampa, Florida                | Estados Unidos  | MidFlorida Credit Union Amphitheatre | Megadeth     | —       |
| 4 de junio de 2019  | Charlotte, Carolina del Norte | Estados Unidos  | PNC Music Pavilion                   | Megadeth     |         |
| 6 de junio de 2019  | Cincinnati                    | Estados Unidos  | Riverbend Music Center               | Megadeth     | —       |
| 8 de junio de 2019  | Hershey, Pensilvania          | Estados Unidos  | Hersheypark Stadium                  | Megadeth     | —       |
| 11 de junio de 2019 | Nueva York                    | Estados Unidos  | Madison Square Garden                | Megadeth     | —       |
| 13 de junio de 2019 | Burgettstown, Pensilvania     | Estados Unidos  | KeyBank Pavilion                     | Megadeth     | —       |
| 15 de junio de 2019 | Bangor, Maine                 | Estados Unidos  | Darling's Waterfront Pavilion        | Megadeth     | —       |
| 18 de junio de 2019 | Montreal                      | Canadá          | Bell Centre                          | Megadeth     | —       |
| 20 de junio de 2019 | Hamilton, Ontario             | Canadá          | FirstOntario Centre                  | Megadeth     | —       |
| 22 de junio de 2019 | Uncasville, Connecticut       | Estados Unidos  | Mohegan Sun Arena                    | Megadeth     | —       |
| 26 de junio de 2019 | Maryland Heights, Misuri      | Estados Unidos  | Hollywood Casino Amphitheatre        | Megadeth     | —       |
| 28 de junio de 2019 | Kansas City, Misuri           | Estados Unidos  | Sprint Center                        | Megadeth     | —       |
| 30 de junio de 2019 | Des Moines                    | Estados Unidos  | Wells Fargo Arena                    | Megadeth     | —       |
| 4 de julio de 2019  | Milwaukee                     | Estados Unidos  | Summerfest                           | Megadeth     | —       |
| 6 de julio de 2019  | Saint Paul, Minnesota         | Estados Unidos  | Xcel Energy Center                   | Megadeth     | —       |
| 9 de julio de 2019  | Edmonton                      | Canadá          | Rogers Place                         | Megadeth     | —       |
| 11 de julio de 2019 | Vancouver                     | Canadá          | Rogers Arena                         | Megadeth     | —       |
| 13 de julio de 2019 | Tacoma, Washington            | Estados Unidos  | Tacoma Dome                          | Megadeth     | —       |
| 16 de julio de 2019 | Portland, Oregón              | Estados Unidos  | Moda Center                          | Megadeth     | —       |
| 18 de julio de 2019 | Sacramento, California        | Estados Unidos  | Golden 1 Center                      | Megadeth     | —       |
| 20 de julio de 2019 | Las Vegas                     | Estados Unidos  | MGM Grand Garden Arena               | Megadeth     | —       |
| 23 de julio de 2019 | Chula Vista, California       | Estados Unidos  | Mattress Firm Amphitheatre           | Megadeth     | —       |
| 25 de julio de 2019 | Phoenix, Arizona              | Estados Unidos  | Ak-Chin Pavilion                     | Megadeth     | —       |
| 27 de julio de 2019 | Mountain View, California     | Estados Unidos  | Shoreline Amphitheatre               | Megadeth     | —       |
| 29 de julio de 2019 | Los Ángeles                   | Estados Unidos  | Hollywood Bowl                       | Megadeth     | —       |
| Europa              |                               |                 |                                      |              |         |
| 3 de mayo de 2023   | Helsinki                      | Finlandia       | Hartwall Arena                       |              |         |
| 5 de mayo de 2023   | Stockholm                     | Suecia          | Friends Arena                        |              |         |
| 7 de mayo de 2023   | Dortmund                      | Alemania        | Westfalenhallen                      |              |         |
| 10 de mayo de 2023  | Madrid                        | España          | WiZink Center                        |              |         |
| 12 de mayo de 2023  | Bologna                       | Italia          | Unipol Arena                         |              |         |
| 14 de mayo de 2023  | Múnich                        | Alemania        | Olympiahalle                         |              |         |
| 17 de mayo de 2023  | Budapest                      | Hungaria        | László Papp Budapest Sports Arena    |              |         |
| 19 de mayo de 2023  | Praga                         | República Checa | O2 Arena Prague                      |              |         |
| 21 de mayo de 2023  | Zúrich                        | Suiza           | Hallenstadion                        |              |         |
| 24 de mayo de 2023  | Hamburgo                      | Germany         | Barclaycard Arena                    |              |         |
| 26 de mayo de 2023  | Mannheim                      | Germany         | SAP Arena                            |              |         |
| 28 de mayo de 2023  | Berlín                        | Germany         | Mercedes-Benz Arena                  |              |         |
| 31 de mayo de 2023  | Nottingham                    | England         | Motorpoint Arena Nottingham          |              |         |
| 2 de junio de 2023  | Newcastle                     | England         | Utilita Arena                        |              |         |
| 4 de junio de 2023  | Glasgow                       | [Escocia]]      | OVO Hydro                            |              |         |
| 7 de junio de 2023  | Mánchester                    | Reino Unido     | AO Arena                             |              |         |
| 10 de junio de 2023 | Dublín                        | Irlanda         | 3Arena                               |              |         |
| 12 de junio de 2023 | Londres                       | Reino Unido     | The O2 Arena                         |              |         |
| 14 de junio de 2023 | Birmingham                    | Reino Unido     | Resorts World Arena                  |              |         |

## Personal
- Ozzy Osbourne - voz
- Zakk Wylde - guitarra
- Rob Nicholson - bajo
- Tommy Clufetos - batería
- Adam Wakeman - teclados